# Stare Koprzywno
Stare Koprzywno (deutsch Alt Koprieben, früher Alt Coprieben) ist eine Ortschaft in der polnischen Woiwodschaft Westpommern. Der Ort ist Teil der Stadt- und Landgemeinde Barwice.

## Geographische Lage
Das Dorf liegt in Hinterpommern, etwa 28 Kilometer westlich von Szczecinek und sechs Kilometer westsüdwestlich der Stadt Barwice (Bärwalde). Durch das Dorf fließt der Damitz-Bach, der am südlichen Dorfrand zuvor den Koprieben-See durchfließt.

## Geschichte
Das Dorf Koprieben war früher ein Burgflecken – davon zeugt der Burgwall auf dem Schlossberg, etwa vier Kilometer westlich von Bärwalde. Im Koprieben-See sind Pfahlbauten nachgewiesen worden. Aus einem Grenz- und Jagdvertrag von 1409 geht hervor, dass den beiden Städten Neustettin und Bärwalde das Recht bewilligt worden war, an einem Tag pro Woche in dem Kopriebener See fischen sowie im Kopriebener Forst holzen und jagen zu dürfen.
Koprieben war einst ein altes Lehen der hinterpommerschen Familie Wolde, das der Oberstlieutenant Friedrich Bogislav von Wolde seinem einzigen Sohn, dem Kornett Erasmus Philipp von Wolde, hinterlassen hatte. Als das Lehen am 25. Oktober 1748 öffentlich feilgeboten worden war, kaufte es der Prälat Joachim Bogislav von Laurenz. Nachdem es nach dessen Tod erneut in Konkurs geraten war, wurde es 1751 versteigert und Otto Heinrich von Glasenapp (* 26. April 1724; † 1801)
als dem Meistbietenden erb- und eigentümlich zuerkannt.
Das Allodial-Rittergut Koprieben A und B befand sich seit 1854 im Besitz von Eugen Guido von Reckow. Die Familie Reckow war auch noch um 1880 im Besitz des Ritterguts und des Vorwerks Birkow.
Im Jahr 1865 erhob der preußische Fiskus in der Gemeinde Alt Koprieben eine Grundsteuer in Höhe von 28 Silbergroschen und 10 Pfennigen und im Gutsbezirk Alt Koprieben eine Grundsteuer von 64 Reichstalern und 29 Silbergroschen.
Am 1. April 1927 betrug die Flächengröße des Ritterguts Alt Koprieben 397 Hektar, und am 16. Juni 1925 hatte der Gutsbezirk 135 Einwohner.
Die Gemeinde Alt Koprieben hatte um 1930 einer Flächengröße von 10,8 km². Innerhalb der Gemeindegrenzen standen zusammen 33 bewohnte Wohnhäuser an sechs verschiedenen Wohnorten:
1. Alt Koprieben
2. Birkow
3. Grünhof
4. Lübrassen
5. Niedermühle
6. Parchlin

Bis 1945 bildete Alt Koprieben eine Landgemeinde im Landkreis Neustettin in der preußischen Provinz Pommern des Deutschen Reichs. Alt Koprieben war dem Amtsbezirk Priebkow zugeordnet.
Gegen Ende des Zweiten Weltkriegs besetzte im Frühjahr 1945 die Rote Armee die Region. Nach Beendigung der Kampfhandlungen wurde Alt Koprieben zusammen mit Hinterpommern seitens der sowjetischen Besatzungsmacht der Volksrepublik Polen zur Verwaltung überlassen. Von der polnischen Behörde wurde das Dorf fortan unter der Ortsbezeichnung ‚Stare Koprzywno‘ verwaltet. In der Folgezeit wurde die deutsche Bevölkerung von der polnischen Administration aus Alt Koprieben vertrieben. In der Ortschaft siedelten sich nach Kriegsende Polen an.

### Demographie
| Jahr | Einwohner | Anmerkungen |
| ---- | --------- | --- |
| 1783 | —         | adliges Dorf mit zwei Vorwerken, zwei Wassermühlen, einer Mutterkirche und zwanzig Feuerstellen (Haushaltungen), seit 1751 im Besitz der Familie Glasenapp befindlich |
| 1818 | 149       | Kirchdorf mit zwei Mühlen und einer Mutterkirche, adlige Besitzung |
| 1825 | 181       | Dorf, mit den Vorwerken Grünhof, Joachimsthal und Parchlin, zwei Wassermühlen und einer Mutterkirche                                                                  |
| 1852 | 320       | [ 12 ] |
| 1864 | 157       | am 3. Dezember, Gemeinde- und Gutsbezirk zusammen |
| 1867 | 141       | am 3. Dezember, davon 33 in der Landgemeinde und 108 im Gutsbezirk |
| 1871 | 150       | am 1. Dezember, davon 34 in der Landgemeinde (sämtlich Evangelische) und 116 im Gutsbezirk (sämtlich Evangelische)                                                    |
| 1885 | 149       | am 1. Dezember, davon 31 in der Landgemeinde (sämtlich Evangelische) und 116 im Gutsbezirk (sämtlich Evangelische)                                                    |
| 1910 | 109       | am 1. Dezember, davon 32 im Gemeindebezirk und 77 im Gutsbezirk |
| 1925 | 296       | darunter 295 Evangelische und eine Person unbekannter Konfession |
| 1933 | 243       | [ 17 ] |
| 1939 | 212       | [ 17 ] |

## Kirche
Die bis 1945 anwesende Bevölkerung war evangelischer Konfession.
Evangelische Pfarrer bis 1945
- Lucas Christian Hohenhausen, von 1685 bis 1735 im Amt (50 Jahre lang)[18]
- Martin Gottlob Hohenhausen, Nachfolger seines Vaters, im Amt von 1735 an bis zu seinem Tod am 2. September 1763[18]